# Alexei Marinat
Alexei Marinat (în rusă Алексей Романович Маринат; n. 24 mai 1924, Valehoțulove, RSS Ucraineană, URSS – d. 17 mai 2009, Chișinău, Republica Moldova) a fost un scriitor din Republica Moldova, supranumit „Soljenițîn al Basarabiei”.

## Scurtă biografie
S-a născut în satul, pe atunci majoritar moldovenesc, Valea Hoțului din ținutul Ananiev, ce anterior instalării bolșevicilor la putere a aparținut guberniei țariste Podolia (azi, în Ucraina), în familia Ecaterinei Săndulescu și al lui Roman Marinat, la rândul lor români, care i-au oferit 4 frați. A intrat la Universitatea de Stat din Moldova, unde a fost coleg cu Ion Racul, originar tot din Valea Hoțului.
La 27 mai 1947 este arestat de KGB, din cauza jurnalului Eu și lumea pe care-l scrisese. Va fi condamnat la zece ani de detenție în lagăr, în Siberia. Alexei Marinat e eliberat în 5 noiembrie 1955, cînd Tribunalul Militar din Odesa îl reabilitează. Însurat la 1957 cu Maria Scafaru, ea i-a născut 4 copii.  Una din odraslele lui, Victoria, e măritată cu jurnalistul Ion Scerbina. 
A fost unul dintre scriitorii care au susținut renașterea națională din Republica Moldova și revenirea la alfabetul latin.

## Scrieri
- Curajul bărbaților, piesă de teatru
- Unde ești, Campanella ?, piesă de teatru – Piesă eliminată din repertoriul teatrului sovietic „A.S. Pușkin” din Chișinău, fiind declarată antisovietică.
- Zările ne cheamă, Chișinău, 1959, RSSM
- Fata cu harțag, roman, 1962,
- Urme pe prag, Chișinău, 1966
- Mesagerii, Chișinău, 1977;
- Opriți planeta !, piesă de teatru
- „Dragostea nu-i sfetnic rău“ & „Dragostea din mai”, piese de teatru
- Grădina dragostei, Chișinău, 1980
- Amintiri din lagărul din Taișet, 1986-1987 – reviste precum „Orizont“ sau „Codru“ ori în ziarul „Literatura și Arta“
- Scrieri alese, Editura Hyperion, 1991
- Eu și lumea, jurnal de detenție – Editura Uniunii Scriitorilor, Chișinău 1999, ISBN 9975-68-021-6, R. Moldova
- Călătorii în jurul omului, Chișinău, 2004 – se dă Premiul Uniunii Scriitorilor Republicii Moldova

## Comentarii cu privire la opera literară
„Cazul Alexei Marinat este edificator în acest sens. Cultivînd orgolii de scriitor, începe un jurnal intim intitulat, cu maximalism juvenil, Eu și lumea. În 1946-1947 umple trei caiete mari de 158, 107 si, respectiv, 192 pagini. E "destul" pentru a face sapte ani de Gulag. Reabilitat după moartea lui Stalin, revine la Chișinău, scrie romane, nuvele, dramaturgie, recuperîndu-și caietele care-i aduceau condamnarea abia pe timpul lui Gorbaciov. Publică fragmentar din ele în 1991 (volumul Scrieri alese, Editura Hyperion), restul paginilor asteptindu-si editorul. Sînt unicele notatii zilnice din poate cea mai neagră perioadă a Basarabiei, reintrată sub teroarea stalinistă, careia i se adaugă o foamete cumplită provocata artificial de același regim. Jurnalul nu are calități artistice - novice în ale scrisului, tînărul își învinge, întîi și întîi, propriile fobii de slab cunoscator al Românei - era transnistrean. Stilul bolovănos, rudimentar-dialectal (dacă poate fi vorba aici de vreun stil!) nu incită la lectură; faptul brut, tulburător într-o realitate aberantă, iese însă recompensator din aceasta magmă sterilă. Foametea, cu victimele și ororile ei îl hipnotizeaza pe diarist. E o temă-reper care revine ca bine cunoscuta temă a sorții: "...Colegul meu de grupă I. O. mi-a povestit cum în sat la ei o mamă tînără și-a mîncat copilul. Primul său copil [...] La ce limită a conștiinței a ajuns omul în zilele noastre, în ce situație este pusă o femeie care merge împotriva instinctului său de mamă? Dar nu ea e canibala. Canibali sînt cei care mănîncă astăzi pîine albă. Sînt canibali cei care benchetuiesc și chefuiesc. Sînt canibali cei care mănîncă două feluri de bucate la masă. Sînt canibali cei care au adus-o pe tînăra mamă la starea de a-și mînca pruncul. Blestemul va cădea asupra voastră! Și judecata se va săvîrși tot asupra voastră! 26 februarie 1947". Seceta și produsul ei, foametea, ar fi făcut mult mai puține victime omenești, dacă Stalin nu ar fi ordonat rechiziționarea ultimelor rezerve de grîne dosite de țărani. Metodele draconice erau deja verificate. "Tătucul" rodase procedeul încă în Ucraina anilor 1932-1933; moartea prin înfometare trebuia să "înmoaie" îndîrjirea țăranilor care se împotriveau colectivizării, îi făcea mai maleabili și mai cooperanți. A. Marinat isi aminteste acei ani într-o altă lucrare: "Căpitanul rumega încet și cu plăcere. Iar eu mă gîndesc la anii 32-33. Era la noi o foamete cumplită pe atunci. Învățătorul nostru venea la școală, intra în clasă, se așeza la masă și desfăcea dintr-un colet bomboane, multe, dulci, seducătoare, și le înșira pe masă. "Copii, cine din voi a văzut unde a ascuns tata grîul, un sac, sau doi, ori o torba, va primi o bomboană!" Copiii se uită la bomboane, înghit în sec, le curge saliva... Unul ridica mîna: "Eu am văzut: sub scîrța de paie din dosul casei... " Acesta obține o bomboană. O desface și o pune repede în gură: e dulce-dulce! Prietenul de alături nu mai poate să rabde. Ridică mîna și el: "Și eu am văzut unde a ascuns tata un tobultoc de grîu!" Obține și acesta o bomboană. Iar cînd au venit acasă - a fost luat și grîul și tata. Anchetatorul meu continuă să ducă la gură, pe vîrful cuțitului, roticele de cîrnat, mă priveste iscoditor, zîmbește fin. Dar, pînă la urmă, se plictisește și el. - Daca ai să recunoști, ai să mănînci și tu: cîrnat cu piine!"”—Eugen Lungu

## Premii
- Pentru participarea la cel de-Al doilea război mondial, i s-au acordat ordinele sovietice ale „Războiului patriotic” de gradul 2 (11 noiembrie 1985), „Steaua Roșie” (30 aprilie 1945) și alte distincții.
- „Lucrătorul onorat al literaturii din Moldova” (1993).
- Ordinul Republicii (23 august 1996)[5]
- Laureat al Premiului de stat din Moldova în domeniul literaturii și artei (2000)
- Ordinul național „Serviciul credincios” al României (1 decembrie 2000)[6] – „Pentru merite speciale în dezvoltarea culturii românești în Republica Moldova”. [7]